# I liga argentyńska w piłce nożnej (1946)
Mistrzem Argentyny w roku 1946 został klub San Lorenzo de Almagro, a wicemistrzem Argentyny klub Boca Juniors.
Do drugiej ligi spadł ostatni w tabeli klub Ferro Carril Oeste. Na jego miejsce awansował z drugiej ligi klub CA Banfield.

## Primera División

### Kolejka 1
| Data             | Mecz |
| ---------------- | --- |
| 21 kwietnia 1946 | Boca Juniors – Atlanta Buenos Aires 2:2 José M. Marante k, Pío Corcuera - Julio Rosell, Félix Díaz                   |
| 21 kwietnia 1946 | Ferro Carril Oeste – CA Vélez Sarsfield 0:6 Isaac Scliar (2, 1k), Juan J. Ferraro, Alfredo Bermúdez (3)              |
| 21 kwietnia 1946 | CA Huracán – Chacarita Juniors 0:1 Francisco Campana mecz rozegrany został na stadionie klubu San Lorenzo de Almagro |
| 21 kwietnia 1946 | Independiente – Estudiantes La Plata 0:2 Julio Gagliardo (2)                                                         |
| 21 kwietnia 1946 | Club Atlético Lanús – Racing Club de Avellaneda 0:1 Juan C. Carrera                                                  |
| 21 kwietnia 1946 | River Plate – Newell’s Old Boys 2:1 Alberto Gallo, Adolfo Pedernera - Amable López                                   |
| 21 kwietnia 1946 | Rosario Central – CA Platense 2:2 Federico Geronis, Benjamín Santos - Eduardo Ricagni (2)                            |
| 21 kwietnia 1946 | CA Tigre – San Lorenzo de Almagro 1:3 Antonio Herrera - Francisco Antuña, René Pontoni, Rinaldo Martino              |

### Kolejka 2
| Data        | Mecz |
| ----------- | --- |
| 5 maja 1946 | Chacarita Juniors – Atlanta Buenos Aires 3:1 José Zanola, Luis Lanchini, Octavio Caserio - Francisco Rodríguez                         |
| 5 maja 1946 | Estudiantes La Plata – Rosario Central 2:3 Julio Gagliardo (2) - Waldino Aguirre, Benjamín Santos, Ángel De Cicco                      |
| 5 maja 1946 | Ferro Carril Oeste – Boca Juniors 0:4 Jaime Sarlanga (2), Gregorio Pin, Carlos Sosa                                                    |
| 5 maja 1946 | Newell’s Old Boys – Club Atlético Lanús 1:1 Alfredo Runzer - Juan M. Romay                                                             |
| 5 maja 1946 | CA Platense – River Plate 1:4 José Canteli - Adolfo Pedernera k, Juan C. Muñoz, Alberto Gallo (2)                                      |
| 5 maja 1946 | Racing Club de Avellaneda – CA Huracán 3:2 Rubén Bravo, Roberto D’Alessandro, Jacinto Villalba - Juan C. Salvini (2, 1k)               |
| 5 maja 1946 | San Lorenzo de Almagro – Independiente 3:3 Francisco Antuña, René Pontoni, Rinaldo Martino - Arsenio Erico (2), Juan E. Elena          |
| 5 maja 1946 | CA Vélez Sarsfield – CA Tigre 5:2 Isaac Scliar (2, 1k), Juan J. Ferrero, Jorge Cano, Eduardo Heisecke - Ángel Aguilar, Antonio Herrera |

### Kolejka 3
| Data         | Mecz |
| ------------ | --- |
| 12 maja 1946 | Atlanta Buenos Aires – Racing Club de Avellaneda 1:0 Luciano Agnolín mecz rozegrany został na stadionie klubu Ferro Carril Oeste        |
| 12 maja 1946 | Boca Juniors – Chacarita Juniors 5:2 Enrique Vilanoba, Mario Boyé (2), Gregorio Pin, José A. Vázquez - Francisco Campana, José Barreiro |
| 12 maja 1946 | CA Huracán – Newell’s Old Boys 1:1 Llamil Simes - Raúl Micci mecz rozegrany został na stadionie klubu San Lorenzo de Almagro            |
| 12 maja 1946 | Independiente – CA Vélez Sarsfield 4:1 Juan E. Elena, Camilo Cervino (2), Vicente de la Mata - Juan J. Ferraro                          |
| 12 maja 1946 | Club Atlético Lanús – CA Platense 0:3 Francisco Dorado, Pedro Gallina, Alberto Belén                                                    |
| 12 maja 1946 | River Plate – Estudiantes La Plata 3:1 Ángel Labruna, Félix Loustau, Juan C. Muñoz - Juan Oroz                                          |
| 12 maja 1946 | Rosario Central – San Lorenzo de Almagro 1:4 Waldino Aguirre k - René Pontoni (2), Héctor Tablada, Rinaldo Martino                      |
| 12 maja 1946 | CA Tigre – Ferro Carril Oeste 1:0 Higinio García                                                                                        |

### Kolejka 4
| Data         | Mecz |
| ------------ | --- |
| 19 maja 1946 | Estudiantes La Plata – Club Atlético Lanús 4:3 Ricardo Infante, Manuel Pelegrina (3) - Casimiro Ávalos, Juan M. Romay, Juan E. Araujo |
| 19 maja 1946 | Ferro Carril Oeste – Independiente 0:0                                                                                                |
| 19 maja 1946 | Newell’s Old Boys – Atlanta Buenos Aires 4:0 Raúl Micci (3), José Bedia s                                                             |
| 19 maja 1946 | CA Platense – CA Huracán 3:1 Pedro Gallina, Eduardo Ricagni (2) - Norberto Méndez                                                     |
| 19 maja 1946 | Racing Club de Avellaneda – Chacarita Juniors 4:1 Roberto D’Alessandro (2), José Zanola s, Rubén Bravo k - Atilio Tanzi               |
| 19 maja 1946 | San Lorenzo de Almagro – River Plate 1:1 René Pontoni - Juan C. Muñoz                                                                 |
| 19 maja 1946 | CA Tigre – Boca Juniors 0:3 Pío Corcuera, José A. Vázquez, José M. Marante k                                                          |
| 19 maja 1946 | CA Vélez Sarsfield – Rosario Central 3:0 Alfredo Bermúdez (2), Jorge Cano                                                             |

### Kolejka 5
| Data         | Mecz |
| ------------ | --- |
| 26 maja 1946 | Atlanta Buenos Aires – CA Platense 5:2 Francisco Rodríguez, Enrique Espinosa, Félix Díaz (2), Luciano Agnolín - Eduardo Ricagni, José N. Toledo   |
| 26 maja 1946 | Boca Juniors – Racing Club de Avellaneda 4:1 Gregorio Pin, Pío Corcuera, José M. Marante k, Mario Boyé - Rubén Bravo k                            |
| 26 maja 1946 | Chacarita Juniors – Newell’s Old Boys 1:0 José Yuzzolino                                                                                          |
| 26 maja 1946 | CA Huracán – Estudiantes La Plata 3:1 Llamil Simes, Alfredo Di Stéfano (2) - Julio Gagliardo                                                      |
| 26 maja 1946 | Independiente – CA Tigre 4:1 Arsenio Erico, Fernando Walter, Camilo Cervino (2) - Juan B. Collere mecz rozegrany został na stadionie klubu Racing |
| 26 maja 1946 | Club Atlético Lanús – San Lorenzo de Almagro 1:0 Juan M. Romay                                                                                    |
| 26 maja 1946 | River Plate – CA Vélez Sarsfield 2:1 Ángel Labruna, Félix Loustau - Eduardo Heisecke                                                              |
| 26 maja 1946 | Rosario Central – Ferro Carril Oeste 1:1 Luis Bravo - César Romani                                                                                |

### Kolejka 6
| Data           | Mecz |
| -------------- | --- |
| 2 czerwca 1946 | Estudiantes La Plata – Atlanta Buenos Aires 2:2 Ricardo Infante (2) - Luciano Agnolín (2)                         |
| 2 czerwca 1946 | Ferro Carril Oeste – River Plate 1:0 Juan Allison                                                                 |
| 2 czerwca 1946 | Independiente – Boca Juniors 1:0 Juan E. Elena                                                                    |
| 2 czerwca 1946 | Newell’s Old Boys – Racing Club de Avellaneda 3:1 Saturnino Yebra e/c, Ángel Perucca, José Coll - Juan C. Carrera |
| 2 czerwca 1946 | CA Platense – Chacarita Juniors 2:0 Pedro Gallina, Eduardo Ricagni                                                |
| 2 czerwca 1946 | San Lorenzo de Almagro – CA Huracán 2:3 Armando Farro, Ángel Zubieta k - Norberto Méndez, Alfredo Di Stéfano (2)  |
| 2 czerwca 1946 | CA Tigre – Rosario Central 2:3 Juan B. Collere, Juan C. Ribeiro Mora - Ángel De Cicco, Federico Geronis (2)       |
| 2 czerwca 1946 | CA Vélez Sarsfield – Club Atlético Lanús 1:1 Blas Angrisano k - Alberto Lijé                                      |

### Kolejka 7
| Data           | Mecz |
| -------------- | --- |
| 9 czerwca 1946 | Atlanta Buenos Aires – San Lorenzo de Almagro 1:3 Félix Díaz - Luis Mariani (2), Francisco Antuña mecz rozegrany został na stadionie klubu Ferro Carril Oeste |
| 9 czerwca 1946 | Boca Juniors – Newell’s Old Boys 2:1 Mario Boyé (2) - Mario Fernández                                                                                         |
| 9 czerwca 1946 | Chacarita Juniors – Estudiantes La Plata 4:1 Juan González, José Yuzzolino (2), Octavio Caserio - Juan J. Negri                                               |
| 9 czerwca 1946 | CA Huracán – CA Vélez Sarsfield 3:0 Delfín Unzué, Heraldo Ferreyro (2) mecz rozegrany został na stadionie klubu San Lorenzo de Almagro                        |
| 9 czerwca 1946 | Club Atlético Lanús – Ferro Carril Oeste 2:1 Juan E. Araujo, Ezequiel Reynoso - Roberto Rodríguez                                                             |
| 9 czerwca 1946 | Racing Club de Avellaneda – CA Platense 1:1 Rodolfo Danza - Eduardo Ricagni                                                                                   |
| 9 czerwca 1946 | River Plate – CA Tigre 1:1 Félix Loustau - Higinio García |
| 9 czerwca 1946 | Rosario Central – Independiente 6:0 Waldino Aguirre (2), Federico Geronis (3), Benjamín Santos                                                                |

### Kolejka 8
| Data            | Mecz |
| --------------- | --- |
| 16 czerwca 1946 | Estudiantes La Plata – Racing Club de Avellaneda 1:0 Ricardo Infante                                                                         |
| 16 czerwca 1946 | Ferro Carril Oeste – CA Huracán 1:2 César Romani - Norberto Méndez, Delfín Unzué                                                             |
| 16 czerwca 1946 | Independiente – River Plate 2:1 Camilo Cervino, Juan E. Elena - Manuel Giúdice                                                               |
| 16 czerwca 1946 | CA Platense – Newell’s Old Boys 1:1 José Canteli - Ernesto Ferreyra                                                                          |
| 16 czerwca 1946 | Rosario Central – Boca Juniors 3:0 Benjamín Santos, Rubén Marracino, Waldino Aguirre                                                         |
| 16 czerwca 1946 | San Lorenzo de Almagro – Chacarita Juniors 4:2 Francisco de la Mata (2), Francisco Antuña, René Pontoni - José Yuzzolino, José González k    |
| 16 czerwca 1946 | CA Tigre – Club Atlético Lanús 6:3 Juan B. Collere (2), Pascual Giorgetti (2), Juan C. Ribeiro Mora (2) - Mario Castiglia, Juan M. Romay (2) |
| 16 czerwca 1946 | CA Vélez Sarsfield – Atlanta Buenos Aires 3:1 Eduardo Heisecke (2), Juan J. Ferrero - Félix Díaz                                             |

### Kolejka 9
| Data            | Mecz |
| --------------- | --- |
| 23 czerwca 1946 | Atlanta Buenos Aires – Ferro Carril Oeste 3:2 Carmelo Yorlano, Justo Ruidíaz, Luciano Agnolín - Alberto Piovano, Carmen Pascual Lemos                                           |
| 23 czerwca 1946 | Boca Juniors – CA Platense 1:0 Pío Corcuera |
| 23 czerwca 1946 | Chacarita Juniors – CA Vélez Sarsfield 3:1 José Yuzzolino, Donato Araiz, Luis Lanchini - Salvador Di Bella                                                                      |
| 23 czerwca 1946 | CA Huracán – CA Tigre 3:3 Norberto Méndez, Llamil Simes (2) - Pascual Giorgetti, Vicente Mauriño, Ángel Aguilar mecz rozegrany został na stadionie klubu San Lorenzo de Almagro |
| 23 czerwca 1946 | Club Atlético Lanús – Independiente 1:1 Juan M. Romay - Domingo Schiarite |
| 23 czerwca 1946 | Newell’s Old Boys – Estudiantes La Plata 2:0 Mario Fernández, Juan S. Ferreyra                                                                                                  |
| 23 czerwca 1946 | Racing Club de Avellaneda – San Lorenzo de Almagro 2:2 Rubén Bravo (2) - Armando Farro, Héctor Tablada                                                                          |
| 23 czerwca 1946 | River Plate – Rosario Central 3:1 César Castagno s, Ángel Labruna (2) - Benjamín Santos                                                                                         |

### Kolejka 10
| Data            | Mecz |
| --------------- | --- |
| 30 czerwca 1946 | Estudiantes La Plata – CA Platense 1:0 Manuel Pelegrina                                                                                      |
| 30 czerwca 1946 | Ferro Carril Oeste – Chacarita Juniors 0:1 Luis Lanchini                                                                                     |
| 30 czerwca 1946 | Independiente – CA Huracán 4:3 Reinaldo Mourín, Raúl Leguizamón, Camilo Cervino, Arsenio Erico - Alfredo Di Stéfano (2), Cándido González    |
| 30 czerwca 1946 | River Plate – Boca Juniors 2:0 Félix Loustau (2)                                                                                             |
| 30 czerwca 1946 | Rosario Central – Club Atlético Lanús 1:1 Federico Geronis - Juan M. Romay                                                                   |
| 30 czerwca 1946 | San Lorenzo de Almagro – Newell’s Old Boys 2:1 René Pontoni, Héctor Tablada - Alfredo Runzer                                                 |
| 30 czerwca 1946 | CA Tigre – Atlanta Buenos Aires 5:2 Juan C. Ribeiro, Juan B. Collere (2), Pascual Giorgetti, Jaime Cruz s - Luciano Agnolín, Carmelo Yorlano |
| 30 czerwca 1946 | CA Vélez Sarsfield – Racing Club de Avellaneda 1:2 Alfredo Bermúdez - Roberto D’Alessandro, Rubén Bravo k                                    |

### Kolejka 11
| Data          | Mecz |
| ------------- | --- |
| 14 lipca 1946 | Atlanta Buenos Aires – Independiente 4:2 Carmelo Yorlano (2), Julio Rosell, Luciano Agnolín - Camilo Cervino (2, 2k) mecz rozegrany został na stadionie klubu Ferro Carril Oeste                              |
| 14 lipca 1946 | Boca Juniors – Estudiantes La Plata 3:0 Walter Garcerón s, Mario Boyé (2) |
| 14 lipca 1946 | Chacarita Juniors – CA Tigre 5:3 Luis Lanchini (3), Octavio Caserio, Marcos Busico - Domingo Lazarte, Juan B. Collere (2)                                                                                     |
| 14 lipca 1946 | CA Huracán – Rosario Central 5:2 Humberto Dauría (2), Norberto Méndez, Alfredo Di Stéfano, Delfín Unzué k - Waldino Aguirre, Federico Geronis mecz rozegrany został na stadionie klubu San Lorenzo de Almagro |
| 14 lipca 1946 | Club Atlético Lanús – River Plate 0:0 |
| 14 lipca 1946 | Newell’s Old Boys – CA Vélez Sarsfield 4:0 Mario Fernández (2), Alfredo Runzer (2) |
| 14 lipca 1946 | CA Platense – San Lorenzo de Almagro 0:0 |
| 14 lipca 1946 | Racing Club de Avellaneda – Ferro Carril Oeste 4:2 Miguel A. Di Pace, Rubén Bravo (2), Federico Monestés - Mateo Pont, Alfredo Borgnia mecz rozegrany został na stadionie klubu Independiente                 |

### Kolejka 12
| Data          | Mecz |
| ------------- | --- |
| 21 lipca 1946 | Ferro Carril Oeste – Newell’s Old Boys 1:1 Carmen P. Lemos - Alfredo Runzer                                                                                     |
| 21 lipca 1946 | Independiente – Chacarita Juniors 3:2 Reinaldo Mourín, Osvaldo Bianco, Tomás Pedaci - Juan González (2, 1k)                                                     |
| 21 lipca 1946 | Club Atlético Lanús – Boca Juniors 4:2 Oscar Contreras, Ezequiel Reynoso (2), Juan M. Romay - Mario Boyé (2)                                                    |
| 21 lipca 1946 | River Plate – CA Huracán 3:1 Joaquín Martínez, Antonio Báez, Adolfo Pedernera k - Alfredo Di Stéfano                                                            |
| 21 lipca 1946 | Rosario Central – Atlanta Buenos Aires 4:3 Benjamín Santos (2), Juan C. Camer, Federico Geronis - Félix Díaz (2), Luciano Agnolín                               |
| 21 lipca 1946 | San Lorenzo de Almagro – Estudiantes La Plata 4:1 Rinaldo Martino, Héctor Tablada, Armando Farro, Ángel Zubieta k - Francisco Arbios                            |
| 21 lipca 1946 | CA Tigre – Racing Club de Avellaneda 3:4 Pascual Giorgetti, Juan C. Ribeiro Mora, Vicente Mauriño - Hugo Reyes, Miguel A. Di Pace, Rubén Bravo, Juan C. Carrera |
| 21 lipca 1946 | CA Vélez Sarsfield – CA Platense 1:1 Osvaldo Bottini - Pedro Gallina                                                                                            |

### Kolejka 13
| Data          | Mecz |
| ------------- | --- |
| 28 lipca 1946 | Atlanta Buenos Aires – River Plate 1:5 Carmelo Yorlano - Adolfo Pedernera, Antonio Báez, José M. Moreno (3) mecz rozegrany został na stadionie klubu Ferro Carril Oeste              |
| 28 lipca 1946 | Boca Juniors – San Lorenzo de Almagro 2:1 Mario Boyé y Pío Corcuera - René Pontoni                                                                                                   |
| 28 lipca 1946 | Chacarita Juniors – Rosario Central 2:1 Juan González k, José Yuzzolino - Federico Geronis                                                                                           |
| 28 lipca 1946 | Estudiantes La Plata – CA Vélez Sarsfield 6:2 Víctor Curutchet s, Julio Gagliardo, Juan Oroz, Manuel Pelegrina (2), Bernardo Vilariño - Juan J. Ferraro, Salvador Di Bella           |
| 28 lipca 1946 | CA Huracán – Club Atlético Lanús 3:2 Cándido González, Alfredo Di Stéfano, Delfín Unzué - Juan M. Romay, Ubiré Durán mecz rozegrany został na stadionie klubu San Lorenzo de Almagro |
| 28 lipca 1946 | Newell’s Old Boys – CA Tigre 4:1 Alfredo Runzer (4) - Ángel Aguilar |
| 28 lipca 1946 | CA Platense – Ferro Carril Oeste 0:1 Roberto Rodríguez |
| 28 lipca 1946 | Racing Club de Avellaneda – Independiente 1:3 León Strembel - Osvaldo Bianco, Camilo Cervino (2, 1k)                                                                                 |

### Kolejka 14
| Data             | Mecz |
| ---------------- | --- |
| 4 sierpnia 1946  | Rosario Central – Racing Club de Avellaneda 1:3 Waldino Aguirre - Juan C. Carrera, Miguel A. Di Pace, Rubén Bravo                                              |
| 11 sierpnia 1946 | Ferro Carril Oeste – Estudiantes La Plata 0:3 Ricardo Infante (2), Julio Gagliardo                                                                             |
| 11 sierpnia 1946 | CA Huracán – Boca Juniors 2:3 Delfín Unzué, Eusebio Videla - José M. Marante k, Mario Boyé (2) mecz rozegrany został na stadionie klubu San Lorenzo de Almagro |
| 11 sierpnia 1946 | Independiente – Newell’s Old Boys 0:0 |
| 11 sierpnia 1946 | Club Atlético Lanús – Atlanta Buenos Aires 5:3 Juan M. Romay (2), Ezequiel Reynoso (3) - Luciano Agnolín, Félix Díaz, Mario Filippo s                          |
| 11 sierpnia 1946 | River Plate – Chacarita Juniors 2:1 Félix Loustau, Adolfo Pedernera - Luis Lanchini                                                                            |
| 11 sierpnia 1946 | CA Tigre – CA Platense 2:0 Jorge A. Caruso (2) |
| 11 sierpnia 1946 | CA Vélez Sarsfield – San Lorenzo de Almagro 0:5 René Pontoni (2), Armando Farro (2), Francisco de la Mata                                                      |

### Kolejka 15
| Data             | Mecz |
| ---------------- | --- |
| 18 sierpnia 1946 | Atlanta Buenos Aires – CA Huracán 5:4 Julio Rosell, Carmelo Yorlano (3), Félix Díaz - Cándido González, Juan C. Salvini (2), Oscar Corzo mecz rozegrany został na stadionie klubu Ferro Carril Oeste |
| 18 sierpnia 1946 | Boca Juniors – CA Vélez Sarsfield 3:0 Jaime Sarlanga, Norberto Ferrari, Mario Boyé |
| 18 sierpnia 1946 | Chacarita Juniors – Club Atlético Lanús 4:1 Juan González, José Barreiro (2), José Díaz - Juan E. Araujo                                                                                             |
| 18 sierpnia 1946 | Estudiantes La Plata – CA Tigre 5:0 Manuel Pelegrina (2), Ricardo Infante, Julio Gagliardo (2) |
| 18 sierpnia 1946 | Newell’s Old Boys – Rosario Central 3:2 Alfredo Runzer (2), Arturo Buján - Federico Geronis, Waldino Aguirre                                                                                         |
| 18 sierpnia 1946 | CA Platense – Independiente 1:1 Eduardo Ricagni - Osvaldo Bianco |
| 18 sierpnia 1946 | Racing Club de Avellaneda – River Plate 1:1 Rodolfo Danza - Ángel Labruna |
| 18 sierpnia 1946 | San Lorenzo de Almagro – Ferro Carril Oeste 4:2 Roberto Aballay (2), Salvador Grecco, Armando Farro - Pedro Cacheiro, Joaquín Corvetto k                                                             |

### Kolejka 16
| Data             | Mecz |
| ---------------- | --- |
| 25 sierpnia 1946 | Atlanta Buenos Aires – Boca Juniors 0:1 Jaime Sarlanga mecz rozegrany został na stadionie klubu Ferro Carril Oeste |
| 25 sierpnia 1946 | Chacarita Juniors – CA Huracán 0:2 Norberto Méndez, Juan C. Salvini                                                |
| 25 sierpnia 1946 | Estudiantes La Plata – Independiente 2:3 Ricardo Infante, Bernardo Vilariño - Camilo Cervino (2), Osvaldo Zambrano |
| 25 sierpnia 1946 | Newell’s Old Boys – River Plate 0:1 José M. Moreno                                                                 |
| 25 sierpnia 1946 | CA Platense – Rosario Central 1:0 Roberto Torielli                                                                 |
| 25 sierpnia 1946 | Racing Club de Avellaneda – Club Atlético Lanús 5:1 Rubén Bravo (3, 1k), Miguel A. Di Pace (2) - Ubiré Durán       |
| 25 sierpnia 1946 | San Lorenzo de Almagro – CA Tigre 2:0 Armando Farro (2)                                                            |
| 25 sierpnia 1946 | CA Vélez Sarsfield – Ferro Carril Oeste 0:2 Pedro Cacheiro (2)                                                     |

### Kolejka 17
| Data            | Mecz |
| --------------- | --- |
| 1 września 1946 | Atlanta Buenos Aires – Chacarita Juniors 1:1 Luciano Agnolín - Luis Lanchini                                                                            |
| 1 września 1946 | Boca Juniors – Ferro Carril Oeste 6:0 Jaime Sarlanga, Pío Corcuera, Mario Boyé (2), José A. Vázquez (2)                                                 |
| 1 września 1946 | CA Huracán – Racing Club de Avellaneda 1:2 Juan C. Salvini - Rubén Bravo, Rodolfo Danza mecz rozegrany został na stadionie klubu San Lorenzo de Almagro |
| 1 września 1946 | Independiente – San Lorenzo de Almagro 1:2 Osvaldo Zambrano - Armando Farro, Rinaldo Martino                                                            |
| 1 września 1946 | Club Atlético Lanús – Newell’s Old Boys 1:1 Casimiro Ávalos - Rafael López                                                                              |
| 1 września 1946 | River Plate – CA Platense 3:2 Antonio Báez, Adolfo Pedernera (2) - José Canteli, Eduardo Ricagni                                                        |
| 1 września 1946 | Rosario Central – Estudiantes La Plata 4:0 Benjamín Santos, Federico Geronis (2), Alberto Cardona                                                       |
| 1 września 1946 | CA Tigre – CA Vélez Sarsfield 0:2 Juan J. Ferraro (2)                                                                                                   |

### Kolejka 18
| Data            | Mecz |
| --------------- | --- |
| 8 września 1946 | Chacarita Juniors – Boca Juniors 1:2 José Barrreiro - Mario Boyé, José A. Vázquez mecz przerwany w 76 minucie – dokończony 17 września 1946 |
| 8 września 1946 | Estudiantes La Plata – River Plate 0:1 Félix Loustau                                                                                        |
| 8 września 1946 | Ferro Carril Oeste – CA Tigre 0:1 Fernando Rubio                                                                                            |
| 8 września 1946 | Newell’s Old Boys – CA Huracán 4:0 Rafael López, Reinaldo Martino (2), Ramón Moyano                                                         |
| 8 września 1946 | CA Platense – Club Atlético Lanús 6:3 José Canteli, Manuel Dorado, Eduardo Ricagni (3), Pedro Gallina - Juan E. Araujo (2), Ubiré Durán     |
| 8 września 1946 | Racing Club de Avellaneda – Atlanta Buenos Aires 3:0 Miguel A. Di Pace, León Strembel, Hugo Reyes                                           |
| 8 września 1946 | San Lorenzo de Almagro – Rosario Central 7:0 René Pontoni (2), Armando Farro, Oscar Silva (3), Rinaldo Martino                              |
| 8 września 1946 | CA Vélez Sarsfield – Independiente 0:0 |

### Kolejka 19
| Data             | Mecz |
| ---------------- | --- |
| 15 września 1946 | Atlanta Buenos Aires – Newell’s Old Boys 1:2 Luciano Agnolín - Reinaldo Martino, Rafael López                                                             |
| 15 września 1946 | Boca Juniors – CA Tigre 5:3 Pío Corcuera (2), Mario Boyé (3) - Pascual Giorgetti, Juan A. Baum, Fernando Rubio                                            |
| 15 września 1946 | Chacarita Juniors – Racing Club de Avellaneda 1:3 Francisco Campana - Rubén Bravo (2), Hugo Reyes                                                         |
| 15 września 1946 | CA Huracán – CA Platense 3:0 Norberto Méndez, Juan C. Salvini (2) mecz rozegrany został na stadionie klubu San Lorenzo de Almagro                         |
| 15 września 1946 | Independiente – Ferro Carril Oeste 3:0 Camilo Cervino (2), Reinaldo Mourín                                                                                |
| 15 września 1946 | Club Atlético Lanús – Estudiantes La Plata 3:4 José E. Araujo, Ezequiel Reynoso, Julio Marángelo - Ricardo Infante (2), Manuel Pelegrina, Julio Gagliardo |
| 15 września 1946 | River Plate – San Lorenzo de Almagro 1:1 Joaquín Martínez - Rinaldo Martino                                                                               |
| 15 września 1946 | Rosario Central – CA Vélez Sarsfield 2:0 Federico Geronis, Benjamín Santos                                                                                |

### Kolejka 20
| Data             | Mecz |
| ---------------- | --- |
| 22 września 1946 | Estudiantes La Plata – CA Huracán 5:1 Ricardo Infante (2), Juan J. Negri (2), Juan Oroz - Bernardo Parachú                                                                                 |
| 22 września 1946 | Ferro Carril Oeste – Rosario Central 1:4 Juan J. Maril - Federico Geronis, Benjamís Santos (2), Alberto De Zorzi                                                                           |
| 22 września 1946 | Newell’s Old Boys – Chacarita Juniors 2:0 Rafael López (2) |
| 22 września 1946 | CA Platense – Atlanta Buenos Aires 2:2 Eduardo Ricagni (2, 1k) - Francisco Rodríguez, Justo Ruidíaz                                                                                        |
| 22 września 1946 | Racing Club de Avellaneda – Boca Juniors 4:1 Juan C. Carrera, Ezra Sued, Miguel A. Di Pace (2) - Gregorio Pin                                                                              |
| 22 września 1946 | San Lorenzo de Almagro – Club Atlético Lanús 5:1 René Pontoni, Francisco de la Mata, Oscar Silva (2), Armando Farro - Ezequiel Reynoso                                                     |
| 22 września 1946 | CA Vélez Sarsfield – River Plate 2:1 Juan J. Ferraro (2) - José M. Moreno |
| 22 września 1946 | CA Tigre – Independiente 2:4 Humberto Fiore, Juan A. Baum - Camilo Cervino (3), Osvaldo Gil mecz przerwany w 69 minucie przy stanie 1:3 dokończony później na stadionie klubu Boca Juniors |

### Kolejka 21
| Data             | Mecz |
| ---------------- | --- |
| 29 września 1946 | Atlanta Buenos Aires – Estudiantes La Plata 1:2 José Bedia k - Enrique Espinosa s, Ricardo Infante                                             |
| 29 września 1946 | Boca Juniors – Independiente 2:1 Gregorio Pin, Juan C. Lorenzo - Reinaldo Mourín                                                               |
| 29 września 1946 | Chacarita Juniors – CA Platense 1:0 José Yuzzolino                                                                                             |
| 29 września 1946 | CA Huracán – San Lorenzo de Almagro 0:2 Armando Farro, Ángel Zubieta k mecz rozegrany został na stadionie klubu Ferro Carril Oeste             |
| 29 września 1946 | Club Atlético Lanús – CA Vélez Sarsfield 2:1 Alberto Lijé, Ezequiel Reynoso - Juan J. Ferraro                                                  |
| 29 września 1946 | Racing Club de Avellaneda – Newell’s Old Boys 2:0 Pío Corcuera, Rodolfo Danza                                                                  |
| 29 września 1946 | River Plate – Ferro Carril Oeste 4:1 José M. Moreno (2), Ángel Labruna, Adolfo Pedernera - Pedro Cacheiro                                      |
| 29 września 1946 | Rosario Central – CA Tigre 2:5 Alberto De Zorzi, Luis Bravo - Vicente Mouriño, Pascual Giorgetti, Lidoro Soria s, Fernando Rubio, Juan A. Baum |

### Kolejka 22
| Data                | Mecz |
| ------------------- | --- |
| 6 października 1946 | Estudiantes La Plata – Chacarita Juniors 3:2 Juan J. Negri (3) - Octavio Caserio (2)                                                  |
| 6 października 1946 | Ferro Carril Oeste – Club Atlético Lanús 5:2                                                                                          |
| 6 października 1946 | Independiente – Rosario Central 4:2 Reinaldo Mourín, Raúl Leguizamón, Camilo Cervino, Osvaldo Gil - Rubén Marracino, Alberto De Zorzi |
| 6 października 1946 | Newell’s Old Boys – Boca Juniors 1:4 Rafael López - Pío Corcuera, Mario Boyé, Enrique Martegani, Enrique Vilanoba                     |
| 6 października 1946 | CA Platense – Racing Club de Avellaneda 1:2 José Canteli - Rodolfo Danza (2)                                                          |
| 6 października 1946 | San Lorenzo de Almagro – Atlanta Buenos Aires 6:1 Mario Imbelloni, Armando Farro (3), René Pontoni (2, 1k) - Francisco Rodríguez      |
| 6 października 1946 | CA Tigre – River Plate 1:1 Fernando Rubio - José Ramos mecz rozegrany został na stadionie klubu Chacarita Juniors                     |
| 6 października 1946 | CA Vélez Sarsfield – CA Huracán 4:0 Juan J. Ferraro (2), Isaac Scliar, Eduardo Heisecke                                               |

### Kolejka 23
| Data                 | Mecz |
| -------------------- | --- |
| 13 października 1946 | Atlanta Buenos Aires – CA Vélez Sarsfield 2:2 Julio Rosell, Pascual Bertarelli - Osvaldo Bottini, Juan J. Ferraro                                      |
| 13 października 1946 | Boca Juniors – Rosario Central 2:0 Juan C. Lorenzo, Pío Corcuera                                                                                       |
| 13 października 1946 | Chacarita Juniors – San Lorenzo de Almagro 3:4 Francisco Campana (3) - Rinaldo Martino (3), René Pontoni                                               |
| 13 października 1946 | CA Huracán – Ferro Carril Oeste 2:1 Miguel A. Garavano s, Alfredo Di Stéfano - Pedro Cacheiro mecz rozegrany został na stadionie klubu Vélez Sarsfield |
| 13 października 1946 | Club Atlético Lanús – CA Tigre 2:0 Oscar Contreras, Ezequiel Reynoso                                                                                   |
| 13 października 1946 | Newell’s Old Boys – CA Platense 1:2 Alfredo Runzer - Eduardo Ricagni, José Canteli                                                                     |
| 13 października 1946 | Racing Club de Avellaneda – Estudiantes La Plata 0:1 Ricardo Infante                                                                                   |
| 13 października 1946 | River Plate – Independiente 2:0 Alberto Gallo, Juan C. Muñoz                                                                                           |

### Kolejka 24
| Data                 | Mecz |
| -------------------- | --- |
| 20 października 1946 | Estudiantes La Plata – Newell’s Old Boys 4:1 Julio Gagliardo, Juan J. Negri, Ricardo Infante, Manuel Pelegrina - José J. Coll               |
| 20 października 1946 | Ferro Carril Oeste – Atlanta Buenos Aires 3:0 Pedro Cacheiro (3)                                                                            |
| 20 października 1946 | Independiente – Club Atlético Lanús 2:2 Osvaldo Zambrano, Camilo Cervino - Ezequiel Reynoso (2)                                             |
| 20 października 1946 | CA Platense – Boca Juniors 0:0 |
| 20 października 1946 | Rosario Central – River Plate 3:1 Federico Geronis, Benjamín Santos, Osvaldo Pérez - Adolfo Pedernera k                                     |
| 20 października 1946 | San Lorenzo de Almagro – Racing Club de Avellaneda 5:0 Rinaldo Martino (2), Francisco de la Mata, René Pontoni, Armando Farro               |
| 20 października 1946 | CA Tigre – CA Huracán 2:2 Humberto Fiore (2) - Humberto Dauría, Bernardo Parachú mecz rozegrany został na stadionie klubu Chacarita Juniors |
| 20 października 1946 | CA Vélez Sarsfield – Chacarita Juniors 4:1 Isaac Scliar (3), Alfredo Bermúdez - Octavio Caserio                                             |

### Kolejka 25
| Data                 | Mecz |
| -------------------- | --- |
| 27 października 1946 | Atlanta Buenos Aires – CA Tigre 3:2 Julio Rosell, Bernardo Gandulla (2) - Juan B. Collere (2) |
| 27 października 1946 | Boca Juniors – River Plate 2:0 Carlos Sosa, Mario Boyé |
| 27 października 1946 | Chacarita Juniors – Ferro Carril Oeste 1:2 |
| 27 października 1946 | CA Huracán – Independiente 4:1 Llamil Simes (3), Julio Rosales - Camilo Cervino k mecz rozegrany został na stadionie klubu San Lorenzo de Almagro                                                             |
| 27 października 1946 | Club Atlético Lanús – Rosario Central 6:3 Juan M. Romay (2), Ezequiel Reynoso (3), Alberto Lijé - Benjamín Santos (3)                                                                                         |
| 27 października 1946 | Newell’s Old Boys – San Lorenzo de Almagro 2:3 Alfredo Runzer (2) - Oscar Silva, René Pontoni, Rubén Nierves s mecz przerwany w 88 minucie dokończony 11 listopada 1946 na stadionie klubu Ferro Carril Oeste |
| 27 października 1946 | CA Platense – Estudiantes La Plata 1:0 Eduardo Ricagni |
| 27 października 1946 | Racing Club de Avellaneda – CA Vélez Sarsfield 5:1 Miguel A. Di Pace, Juan C. Carrera, Rubén Bravo (2), Hugo Reyes - Nicolás Palma s                                                                          |

### Kolejka 26
| Data              | Mecz |
| ----------------- | --- |
| 10 listopada 1946 | Estudiantes La Plata – Boca Juniors 4:1 Manuel Pelegrina (2), Juan J. Negri, Julio Gagliardo - Mario Boyé                                             |
| 10 listopada 1946 | Ferro Carril Oeste – Racing Club de Avellaneda 0:3 Hugo Reyes, Rubén Bravo, Ezra Sued                                                                 |
| 10 listopada 1946 | Independiente – Atlanta Buenos Aires 3:1 Camilo Cervino, Osvaldo Zambrano (2) - Bernardo Gandulla                                                     |
| 10 listopada 1946 | River Plate – Club Atlético Lanús 1:2 José M. Moreno - Julio Marángelo, Juan M. Romay                                                                 |
| 10 listopada 1946 | Rosario Central – CA Huracán 5:0 Waldino Aguirre k, Benjamín Santos, Federico Geronis (2, 1k), Osvaldo Pérez                                          |
| 10 listopada 1946 | San Lorenzo de Almagro – CA Platense 5:1 Armando Farro (2), Rinaldo Martino, Mario Imbelloni, Oscar Silva - Jorge Francini                            |
| 10 listopada 1946 | CA Tigre – Chacarita Juniors 3:1 Pascual Giorgetti, Vicente Mauriño, Domingo Lazarte - Atilio Tanzi mecz rozegrany został na stadionie klubu Platense |
| 10 listopada 1946 | CA Vélez Sarsfield – Newell’s Old Boys 5:2 Isaac Scliar (3, 1k), Juan J. Ferrero (2) - José J. Coll, Ernesto Ferreyra                                 |

### Kolejka 27
| Data              | Mecz |
| ----------------- | --- |
| 17 listopada 1946 | Atlanta Buenos Aires – Rosario Central 3:1 Bernardo Gandulla (3) - Benjamín Santos                                                                 |
| 17 listopada 1946 | Boca Juniors – Club Atlético Lanús 1:1 Juan C. Lorenzo - Juan M. Romay                                                                             |
| 17 listopada 1946 | Chacarita Juniors – Independiente 3:1 José Yuzzolino, José Barreiro, Juan González k - Fernando Walter                                             |
| 17 listopada 1946 | Estudiantes La Plata – San Lorenzo de Almagro 2:1 Juan J. Negri, Manuel Pelegrina - Rinaldo Martino                                                |
| 17 listopada 1946 | CA Huracán – River Plate 2:2 Llamil Simes, Delfín Unzué - Ángel Labruna (2) mecz rozegrany został na stadionie klubu San Lorenzo de Almagro        |
| 17 listopada 1946 | Newell’s Old Boys – Ferro Carril Oeste 5:0 Ramón Moyano, Raúl Micci (3), Ernesto Ferreyra mecz rozegrany został na stadionie klubu Vélez Sarsfield |
| 17 listopada 1946 | CA Platense – CA Vélez Sarsfield 3:2 Eduardo Ricagni, José Canteli, Roberto Torielli - Alfredo Bermúdez, Osvaldo Bottini                           |
| 17 listopada 1946 | Racing Club de Avellaneda – CA Tigre 5:2 Juan C. Carrera (3), Rubén Bravo, Emilio Calzone - Vicente Mauriño, Domingo Lazarte                       |

### Kolejka 28
| Data              | Mecz |
| ----------------- | --- |
| 23 listopada 1946 | Rosario Central – Chacarita Juniors 3:2 Federico Geronis (2, 1k), Waldino Aguirre - Octavio Caserio (2)                                                        |
| 24 listopada 1946 | Ferro Carril Oeste – CA Platense 0:4 Roberto Torielli, Pedro Gallina (2), Mario Santamarina s                                                                  |
| 24 listopada 1946 | Independiente – Racing Club de Avellaneda 0:2 Rubén Bravo, Ezra Sued                                                                                           |
| 24 listopada 1946 | Club Atlético Lanús – CA Huracán 2:3 Juan E. Araujo (2) - Norberto Méndez, Delfín Unzué, Juan C. Salvini mecz rozegrany został na stadionie klubu Boca Juniors |
| 24 listopada 1946 | River Plate – Atlanta Buenos Aires 6:1 Juan C. Muñoz, Ángel Labruna (4), Félix Loustau - Ángel Lapresa                                                         |
| 24 listopada 1946 | San Lorenzo de Almagro – Boca Juniors 2:2 Rinaldo Martino 92) - Gregorio Pin, Mario Boyé                                                                       |
| 24 listopada 1946 | CA Tigre – Newell’s Old Boys 2:0 Pascual Giorgetti, Domingo Lazarte                                                                                            |
| 24 listopada 1946 | CA Vélez Sarsfield – Estudiantes La Plata 1:0 Juan J. Ferraro                                                                                                  |

### Kolejka 29
| Data              | Mecz |
| ----------------- | --- |
| 30 listopada 1946 | Estudiantes La Plata – Ferro Carril Oeste 3:1 Manuel Pelegrina (2), Francisco Arbios - Alfredo Borgnia                                                       |
| 1 grudnia 1946    | Atlanta Buenos Aires – Club Atlético Lanús 1:1 Luciano Agnolín - Juan E. Araujo                                                                              |
| 1 grudnia 1946    | Boca Juniors – CA Huracán 4:0 Mario Boyé, Juan C. Lorenzo, Pío Corcuera (2)                                                                                  |
| 1 grudnia 1946    | Chacarita Juniors – River Plate 2:3 Luis Lanchini, Francisco Campana - Félix Loustau, Ángel Labruna (2)                                                      |
| 1 grudnia 1946    | Newell’s Old Boys – Independiente 1:1 Ramón Moyano - Osvaldo Bianco                                                                                          |
| 1 grudnia 1946    | CA Platense – CA Tigre 6:0 Raimundo Sandoval, José Canteli (4), Pedro Gallina                                                                                |
| 1 grudnia 1946    | Racing Club de Avellaneda – Rosario Central 4:6 Juan C. Carrera (3), Rodolfo Danza - Juan E. Hohberg (2), Ángel Gaetán, Waldino Aguirre (2), Benjamín Santos |
| 1 grudnia 1946    | San Lorenzo de Almagro – CA Vélez Sarsfield 4:1 René Pontoni, Oscar Silva (2), Rinaldo Martino - Isaac Scliar                                                |

### Kolejka 30
| Data           | Mecz |
| -------------- | --- |
| 8 grudnia 1946 | Ferro Carril Oeste – San Lorenzo de Almagro 1:3(0:1) Widzowie: 25 000 Sędzia: José Cangaro Bramki: 0:1 Rinaldo Martino 21, 0:2 René Pontoni 55, 1:2 Pedro Cacheiro 77, 1:3 Oscar Silva 88 Club Ferro Carril Oeste: Mario Rizzo – Carlos Gianini, Arnaldo Vázquez, Nuncio Coccimano, Mario Lorenzo Santamarina, Ernesto Gutiérrez, Juan José Maril, Alfredo Borgnia, Pedro Cacheiro, Roberto Rodríguez, Alberto Piovano. Club Atlético San Lorenzo de Almagro: Mierko Blazina – José Vanzini, Oscar Alberto Basso, Ángel Zubieta, Salvador Grecco, Bartolomé Colombo, Mario Imbelloni, Armando Farro, René Alejandro Pontoni, Rinaldo Fioramonte Martino, Oscar Silva. |
| 8 grudnia 1946 | CA Huracán – Atlanta Buenos Aires 1:0 Heraldo Ferreyro mecz rozegrany został na stadionie klubu San Lorenzo de Almagro |
| 8 grudnia 1946 | Independiente – CA Platense 4:2 Osvaldo Bianco (2), Camilo Cervino (2) - Roberto Torielli, Pedro Gallina |
| 8 grudnia 1946 | Club Atlético Lanús – Chacarita Juniors 1:1 Alberto Lijé - Octavio Caserio |
| 8 grudnia 1946 | River Plate – Racing Club de Avellaneda 2:1 Néstor Rossi, Ángel Labruna - Rodolfo Danza k |
| 8 grudnia 1946 | Rosario Central – Newell’s Old Boys 3:2 Federico Geronis (2), Benjamín Santos - Ramón Moyano (2) |
| 8 grudnia 1946 | CA Tigre – Estudiantes La Plata 1:1 Juan B. Collere - Ricardo Infante |
| 8 grudnia 1946 | CA Vélez Sarsfield – Boca Juniors 2:1 Isaac Scliar (2) - Pío Corcuera |

### Końcowa tabela sezonu 1946
| Poz | Klub                      | Mecze | Zw | Rem | Por | Pkt | BrZd | BrStr |
| --- | ------------------------- | ----- | -- | --- | --- | --- | ---- | ----- |
| 1   | San Lorenzo de Almagro    | 30    | 20 | 6   | 4   | 46  | 90   | 37    |
| 2   | Boca Juniors              | 30    | 19 | 4   | 7   | 42  | 68   | 38    |
| 3   | River Plate               | 30    | 17 | 7   | 6   | 41  | 59   | 34    |
| 4   | Racing Club de Avellaneda | 30    | 18 | 3   | 9   | 39  | 69   | 48    |
| 5   | Estudiantes La Plata      | 30    | 16 | 2   | 12  | 34  | 61   | 51    |
| 6   | Independiente             | 30    | 13 | 8   | 9   | 34  | 56   | 53    |
| 7   | Rosario Central           | 30    | 13 | 3   | 14  | 29  | 69   | 72    |
| 8   | CA Platense               | 30    | 10 | 8   | 12  | 28  | 48   | 47    |
| 9   | CA Huracán                | 30    | 12 | 4   | 14  | 28  | 57   | 68    |
| 10  | Newell’s Old Boys         | 30    | 10 | 7   | 13  | 27  | 51   | 44    |
| 11  | CA Vélez Sarsfield        | 30    | 11 | 4   | 15  | 26  | 52   | 62    |
| 12  | Club Atlético Lanús       | 30    | 8  | 10  | 12  | 26  | 55   | 70    |
| 13  | Chacarita Juniors         | 30    | 11 | 2   | 17  | 24  | 52   | 62    |
| 14  | CA Tigre                  | 30    | 8  | 5   | 17  | 21  | 55   | 81    |
| 15  | Atlanta Buenos Aires      | 30    | 7  | 6   | 17  | 20  | 51   | 82    |
| 16  | Ferro Carril Oeste        | 30    | 6  | 3   | 21  | 15  | 29   | 73    |

### Klasyfikacja strzelców bramek 1946
| Gole | Piłkarz          | Klub                      |
| ---- | ---------------- | ------------------------- |
| 24   | Mario Boyé       | Boca Juniors              |
| 23   | Camilo Cervino   | Independiente             |
| 22   | Federico Geronis | Rosario Central           |
| 21   | Rubén Bravo      | Racing Club de Avellaneda |
| 20   | René Pontoni     | San Lorenzo de Almagro    |